# Mani Shah
Mani Bikram Shah, né en 1967 à Katmandou et mort le 14 mai 2018 dans la même ville, est un footballeur international népalais qui évoluait au poste de milieu de terrain. 

## Biographie
International dès l'âge de 17 ans, en 1985, il porte à 48 reprises le maillot de l'équipe nationale, dont il est également capitaine, et marque six buts. 
Il connaît la gloire dans son pays lorsque le Népal remporte la médaille d'or aux Jeux sud-asiatiques de 1993, battant l'Inde en finale, après avoir égalisé dans les derniers instants du match.
Il décède d'une cirrhose du foie.